# Leonie Landa

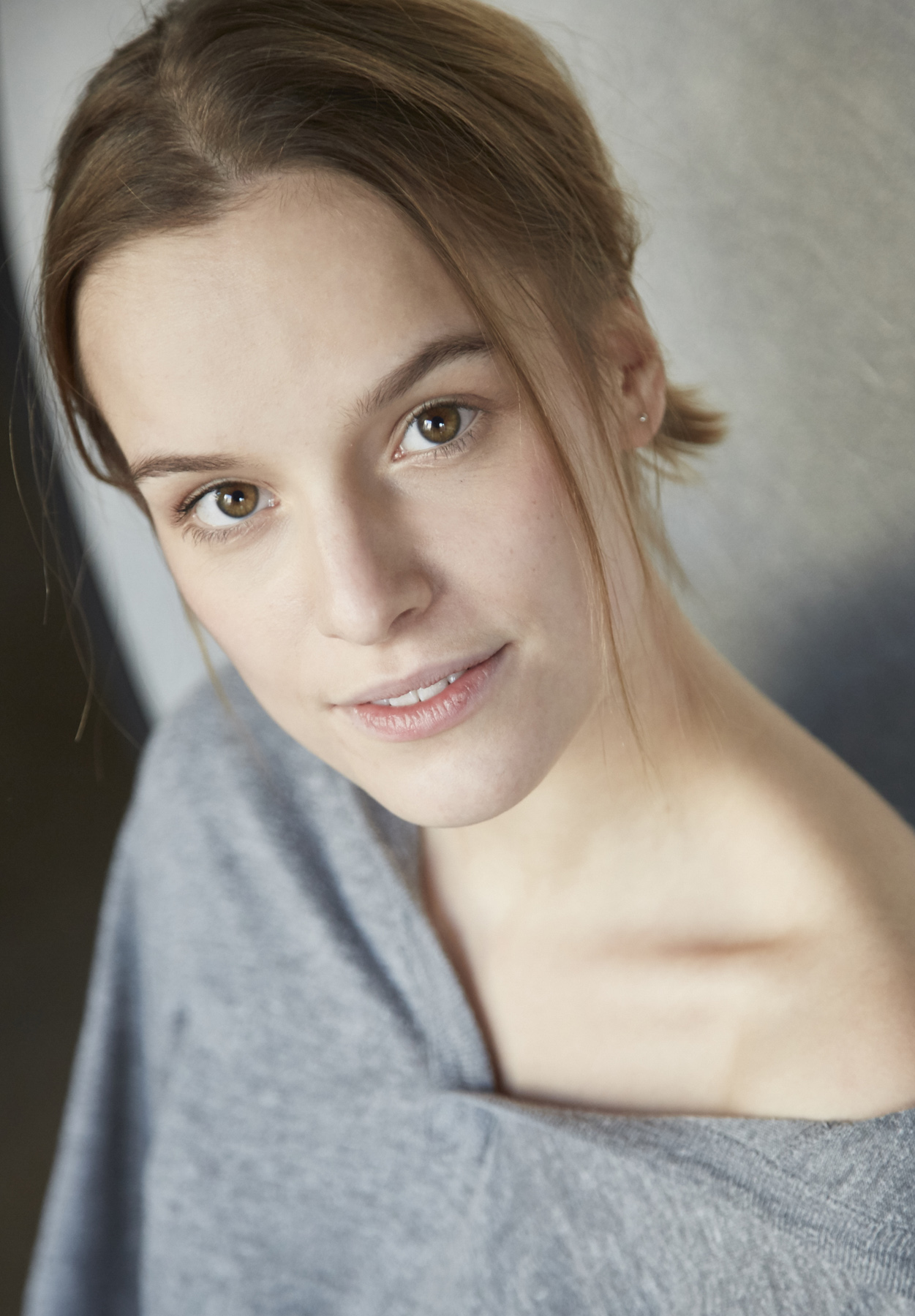
Leonie Landa (2014)

Leonie Landa (* 18. November 1994 in Hamburg) ist eine deutsche Schauspielerin, Synchron-, Hörbuch- und Hörspielsprecherin.

## Herkunft und Ausbildung
Leonie Landa wuchs in Hamburg auf und besuchte vom achten Lebensjahr an die Theaterschule Zeppelin, wo sie bei zahlreichen Aufführungen mitwirkte. Nach dem Abitur am Emilie-Wüstenfeld-Gymnasium in Hamburg setzte sie ihre Schauspielausbildung am Stella Adler Studio of Acting in New York City und an der Schule für Schauspiel in Hamburg fort. Für die Rolle bei Rote Rosen brach sie die Ausbildung ab.
Bereits mit elf Jahren stand sie in einer Hauptrolle der Mystery-Serie 4 gegen Z (Finja Sander, 3. Staffel) in zwölf Folgen mit Udo Kier, Andreas Pietschmann und Monika Bleibtreu als Schauspielerin vor der Kamera. Neben ihrer Mitwirkung bei weiteren Fernsehfilmen war sie regelmäßig bei Aufführungen des Theaters Zeppelin auf der Bühne zu sehen. Als Hörspielsprecherin wirkte sie bei verschiedenen Produktionen des NDR mit und war die Stimme der Meggie in der Tintenwelt-Trilogie von Cornelia Funke. Als Synchronsprecherin arbeitete sie beispielsweise mit bei dem Kinofilm Nader und Simin – Eine Trennung. In der ARD-Telenovela Rote Rosen verkörpert sie von Folge 2026 bis Folge 2370 Edda Burgstett.

## Theater
- 2006: Satori Chicken (Thalia in der Gaußstraße und Malersaal Hamburg)
- 2008: Leonce und Lena (Theater Zeppelin, Hamburg)
- 2009: Die Welle (Theater Zeppelin, Hamburg)
- 2010: Generation Konsum (Thalia in der Gaußstraße)
- 2011: Andorra (Theater Zeppelin, Hamburg)
- 2012: Die Weihnachtsabrechnung (Theater Zeppelin, Hamburg)
- 2013: Nichts (Theater Zeppelin, Hamburg)
- 2014: Odyssee: Die Heimkehr (Theater Zeppelin, Hamburg)
- 2015: SISU: Es ist auch meine Geschichte (Kampnagel Hamburg)
- 2017: Die Gabe der Kinder (Theater der Welt im „Theaterdorf am Baakenhöft“)

## Filmografie

### Fernsehen
- 2005: Die Diebin und der General (Fernsehfilm)
- 2007: 4 gegen Z (Serie, Hauptrolle Finja Sander, 14 Folgen)
- 2011: Da kommt Kalle (Fernsehserie, 1 Folge)
- 2011: Notruf Hafenkante (Fernsehserie, Folge Ein neues Leben)
- 2012–2017: Rote Rosen (Fernsehserie, 378 Folgen)
- 2013: In Your Dreams – Sommer deines Lebens (In Your Dreams, Fernsehserie, 1 Folge)
- 2013: Morden im Norden (Fernsehserie, Folge Das letzte Lachen)
- 2018: Gemopst (Kurzfilm)
- 2018: Großstadtrevier (Fernsehserie, Folge Eine Frage der Gerechtigkeit)
- 2019: SOKO Köln (Fernsehserie, Folge Endstation Sehnsucht)
- 2024: ZDF Magazin Royale (Reportage, Folge Behind the Scenes)

### Film
- 2010: Eternalsoul.org (Kurzfilm)
- 2010: Unkraut im Paradies
- 2012: Linie 102 (Kurzfilm)
- 2015: Calvin Fragmenti
- 2020: Flatliner (Kurzfilm)
- 2021: Blue Abroad

## Synchronarbeiten (Auswahl)

### Filme
- 2008: Maman ist kurz beim Friseur als Élise für Marianne Fortier
- 2010: Bessere Zeiten als Leena (Kind) für Tehilla Blad
- 2011: The Good Doctor – Tödliche Behandlung als Diane Nixon für Riley Keough
- 2011: Nader und Simin – Eine Trennung als Termeh für Sarina Farhadi
- 2011: 17 Mädchen (1. Synchro) als Camille für Louise Grinberg
- 2013: Short Term 12 – Stille Helden als Jayden für Kaitlyn Dever
- 2018: Die Erscheinung als Anna für Galatéa Bellugi
- 2018: Vater des Jahres als Meredith für Bridgit Mendler
- 2023: Menschliche Dinge als Mila Wizman für Suzanne Jouannet
- 2024: Die rote Jungfrau als Hildegart Rodríguez für Alba Planas

### Serien
- 2010–2011: Emmas Chatroom als Jackie Lee für Charlotte Nicdao
- 2011–2016: Undercover als Sorniza Popowa für Sneschana Makaweewa
- 2012–2014: Real Humans – Echte Menschen als Matilda Engman für Natalie Minnevik
- 2015: Capitan Alatriste – Mit Dolch und Degen als Angélica de Alquezar für Carmen Sánchez
- 2015–2016: Total Dreamer – Träume werden wahr als Cassandra für Juliana Paiva
- 2017: Brynhildr in the Darkness als Nanami Tokou für Manami Numakura
- 2018: Club der magischen Dinge als Ruksy für Rainbow Wedell
- 2019–2023: The Crown (Staffel 3–) als Prinzessin Anne für Erin Doherty
- 2019–2021: Bonding als Tiffany „Tiff“ Chester für Zoe Levin
- 2020: Scum’s Wish als Hanabi Yasuraoka
- 2020–2022: Alice in Borderland als Yuzuha Usagi (für Tao Tsuchiya)
- seit 2020: TONIKAWA: Over the Moon for You als Tsukasa Tsukuyomi/Yuzaki[1]
- seit 2020: Continuum als Emily
- seit 2021: AlRawabi School for Girls (Fernsehserie, 6 Folgen) als Layan Fathi
- seit 2021: The Hidden Dungeon Only I Can Enter als Luna Heela[2]
- 2024: So Long, Marianne als Marianne Ihlen für Thea Sofie Loch Næss
- 2024: Caillou als Doris/Mami für Stephany Seki

## Hörbücher  (Auswahl)
- 2015: Charlottes Traumpferd – Erste Liebe, erstes Turnier, Nele Neuhaus, cbj audio/Audible, ISBN 978-3-8371-3239-7[3]
- 2015: Krachmacherstraße – Die große Hörbuchbox, Astrid Lindgren, Oetinger Media, ISBN 978-3-8373-0848-8
- 2015: Lustiges Bullerbü und andere Geschichten, Astrid Lindgren, Oetinger Media, ISBN 978-3-8373-0849-5
- 2015: Malala. Meine Geschichte, Malala Yousafzai mit Patricia McCormick, Jumbo Neue Medien & Verlag, ISBN 978-3-8337-3447-2[4]
- 2015: Ich hätte es wissen müssen, Tom Leveen, Jumbo Neue Medien & Verlag, ISBN 978-3-8337-3467-0
- 2016: Der Kuss des Raben, Antje Babendererde, Jumbo Neue Medien & Verlag, ISBN 978-3-8337-3584-4
- 2016: To all the boys I’ve loved before, Jenny Han, cbj audio, ISBN 978-3-8371-3636-4
- 2016: Jodi Picoult: Die Spuren meiner Mutter (gemeinsam mit Barbara Auer, Erik Schäffler und Ulrike Johannson), der Hörverlag, ISBN 978-3-8445-2331-7
- 2017: Wolf Road – Die Angst ist immer einen Schritt voraus, Beth Lewis, Atrium Verlag, ISBN 978-3-03880-400-0
- 2018: Drei Pferdefreundinnen (1) – Filmpferd in Not, Antje Szillat, Hörverlag, ISBN 978-3-8445-3096-4[5]
- 2018: Drei Pferdefreundinnen (2) – Diebesjagd am Set, Antje Szillat, Hörverlag, ISBN 978-3-8445-3158-9
- 2019: Drei Pferdefreundinnen (3) – Ein neuer Star im Sattel, Antje Szillat, Hörverlag, ISBN 978-3-8445-3195-4
- 2019: Agatha Oddly (1) – Das Verbrechen wartet nicht, Lena Jones, Jumbo Neue Medien & Verlag, ISBN 978-3-8337-3966-8
- 2019: Agatha Oddly (2) – Die London-Verschwörung, Lena Jones, Jumbo Neue Medien & Verlag, ISBN 978-3-8337-4063-3
- 2019: Liebes Kind, Romy Hausmann, Hörbuch Hamburg, ISBN 978-3-95713-152-2[6]
- 2019: Nächstes Jahr in Havanna (Die Kuba-Saga 1), Chanel Cleeton, Random House, ISBN 978-3-8371-4629-5
- 2021: WHAT IF WE STAY (Teil 2 der Serie „University of British Columbia“, Hörbuch-Download), LYX.audio, ISBN 978-3-96635-140-9 (Bastei Lübbe)
- 2022: Resident Evil Village: Shadow of Rose als Rosemary Winters
- 2022: Sarah Sprinz: Dunbridge Academy - Anywhere (Dunbridge Academy 1, gemeinsam mit Sebastian Fitzner), Lübbe Audio & BookBeat, ISBN  978-3-96635-208-6 (Hörbuch-Download)
- 2022: Sebastian Stuertz: Da wo sonst das Gehirn ist, der Hörverlag, ISBN 978-3-8445-4652-1 (Hörbuch-Download, mit Johannes Steck)
- 2023: Lea Stein: Altes Leid, Random House Audio, ISBN 978-3-8371-6288-2 (Hörbuch-Download, Ida Rabe 1)
- 2023: Bella Higgin: Belle Morte - Rot wie Blut, Der Audio Verlag, ISBN 978-3-7424-3028-1 (Hörbuch-Download, mit Julian Tennstedt)
- 2024: Lea Stein: Alte Schuld, Random House Audio, ISBN 978-3-8371-6607-1 (Hörbuch-Download, Kriminalroman, Ida Rabe 2)
- 2025: Isabel Ibañez: What the River knows, Argon Verlag, ISBN 978-3-7324-7742-5 (Hörbuch-Download, Geheimnisse des Nil 1, mit Martin Valdeig)

## Hörspiele (Auswahl)
- Gallanos (1–5, NDR)
- Die drei ??? (Folge 175)
- Die drei !!! (Folge 75)
- Schleich Horseclub
- 2013: Tintenwelt (1) – Tintenherz, Cornelia Funke, Oetinger Media, ISBN 978-3-8373-0637-8[7]
- 2014: Tintenwelt (2) – Tintenblut, Cornelia Funke, Oetinger Media, ISBN 978-3-8373-0761-0
- 2015: Tintenwelt (3) – Tintentod, Cornelia Funke, Oetinger Media, ISBN 978-3-8373-0867-9
- 2023: Berühre mich. Nicht, Laura Kneidl, LYX.audio, ISBN 978-3-96635-397-7

## Computerspiele (Auswahl)
- The Elder Scrolls Online als Mirri Elendis[8]
- Resident Evil VIII Village als Rose Winters